# Aequidens tetramerus
Aequidens tetramerus és una espècie de peix de la família dels cíclids i de l'ordre dels perciformes que es troba a Sud-amèrica: conques del riu Amazones (Perú, Colòmbia, l'Equador, Brasil i Bolívia), del riu Tocantins, del riu Parnaíba i de l'Orinoco (Veneçuela i Colòmbia).
Els mascles poden assolir els 25 cm de longitud total.